# Marko Brkljača
Marko Brkljača (* 15. Juli 2004 in Zadar) ist ein kroatischer Fußballspieler, der aktuell für Dinamo Zagreb spielt. 2021 war er einer von sechzig Talenten der „Next Generation“-Liste von The Guardian.

## Karriere

### Verein
Am 13. August 2021 debütierte Brkljača beim 4:0-Heimsieg über die U19-Mannschaft von NK Slaven Belupo Koprivnica in der kroatischen U19-Liga für Hajduk Split. Dabei traf er in der 72. Spielminute zum 2:0. Am 21. September debütierte er beim 1:2-Auswärtssieg gegen HNK Primorac Biograd na Moru für die erste Mannschaft von Hajduk Split im Kroatischen Fußballpokal, als er in der 78. Spielminute für Alexander Kačaniklić eingewechselt wurde. Am 30. September 2021 debütierte er beim 0:2-Auswärtssieg über KF Shkëndija in der UEFA Youth League. Am 17. Oktober 2021 folgte sein Debüt in der 1. HNL bei der 2:0-Auswärtsniederlage gegen HNK Šibenik, als er in der 73. Spielminute für Stipe Biuk eingewechselt wurde.
2021 war er einer von 60 Talenten der „Next Generation“-Liste von The Guardian.
2022 wechselte zu Dinamo Zagreb.

### Nationalmannschaft
Am 2. Juni 2021 debütierte Brkljača beim 1:0-Sieg gegen die saudi-arabische U18-Mannschaft für die U18-Mannschaft von Kroatien.
Am 17. Februar 2021 debütierte er beim 2:2-Remis gegen die U19-Mannschaft von Ungarn für die U19-Mannschaft von Kroatien.

## Spielweise
Marko Brkljača ist ein linksfüßiger Mittelfeldspieler, der mit Georginio Wijnaldum vergleichbar ist. Eine Stärke von ihm ist seine Leistungsfähigkeit und sein Spiel gegen körperlich bevorteiligte Spieler.